# Provincia di Kampong Chhnang
La provincia di Kampong Chhnang è una provincia centrale della Cambogia con capoluogo la città di Kampong Chhnang. La provincia è una delle nove che fanno parte della Riserva della Biosfera del Tonle Sap ed è famosa per la produzione di vasi in creta.

## Geografia antropica

### Suddivisioni amministrative
La provincia di Kampong Chhnang è suddivisa in 8 distretti:
Kampong Chhnang is subdivided into 8 districts.
- 0401 Baribour - បរិបូណ៌
- 0402 Chol Kiri - ជលគីរី
- 0403 Kampong Chhnang - កំពង់ឆ្នាំង
- 0404 Kampong Leaeng - កំពងលែង
- 0405 Kampong Tralach - កំពង់ត្រឡាច
- 0406 Rolea B'ier - រលាប្អៀរ
- 0407 Sameakki Mean Chey - សាមគ្គីមានជ័យ
- 0408 Tuek Phos - ទឹកផុស